# Keitheatus blakeae
Keitheatus blakeae es una especie de insecto coleóptero de la familia Chrysomelidae.
Fue descrita científicamente en 1944 por White.